# Shenyang
Shenyang er en kinesisk storby med ca. 7,7 millioner indbyggere. Byen ligger i provinsen Liaoning i det nordøstlige Kina og har en omfattende industriel produktion. Byen kendes især i engelsksproget tradition ofte under det manchuriske navn Mukden.

## Historie
Shenyang betyder "byen nord for Shen-floden" med hentydning til beliggenheden ved Hun-floden (tidligere kaldet Shen). Her har arkæologer fundet tegn på menneskers beboelser fra omkring 7.200 år siden. Byen blev grundlagt af en general omkring 300 f.Kr. under navnet Hou. Under Ming-dynastiet blev den efter forskellige tilløb kaldt Shenyang Zhongwi, og i 1625 flyttede den manchuriske leder Nurhaci sit hovedkvarter til byen og omdøbte den officielt til Shengjing eller på manchu Mukden. På vej til at overtage magten i Kina gjorde Qing-dynastiet kortvarigt Shengjing til hovedstad, indtil Ming-dynastiets fald i 1644, hvor Qing-dynastiet derpå overtog Beijing som landets samlede hovedstad. Shengjing bibeholdt trods tab af æren som hovedstad meget af sin prestige med paladser indeholdende store skatte samt grave for de tidlige Qing-regenter. I 1657 skiftede den navn til Fengtian.
I forbindelse med bygningen af en jernbane i Manchuriet omkring år 1900 blev byen af strategisk betydning både økonomisk og militært, og den husede i en periode russisk fæstning. Under den russisk-japanske krig i 1904-05 nåede en stor japansk hær i februar 1905 frem til Mukden, og slaget ved Mukden fandt sted 20. februar – 10. marts med mere end 400.000 soldater på hver side. Omkring hver fjerde mand faldt under slaget, som japanerne vandt. Slaget var afgørende for udfaldet af krigen, og Japan fik magten i Manchuriet i de følgende år. Mukden blev sæde for den kinesiske vicekonge, og i 1914 skiftede byen navn tilbage til det kinesiske Shenyang. 
I 1920'erne var byen hjemsted for den kinesiske krigsherre Chang Tso-lin, der i en periode herskede over en temmelig stor del af det nordlige Kina indtil sin død ved et attentat i 1928 i nærheden af Shenyang. Det var Chang, der satte skub i byens industrialisering, da han tog initiativ til opførelsen af en række fabrikker til produktion af ammunition.
18. september 1931 fandt Mukden-hændelsen sted. Det drejer sig om sprængningen af et stykke af jernbanen, der ejedes af et japansk firma. Sprængningen blev foretaget af japanske officerer, men den japanske regering skød skylden på kinesere og fik på den måde en anledning til at tage kontrollen over Manchukuo, som de kaldte et større stykke af Manchuriet samt Mongoliet. I Manchukuo-perioden hed byen igen Fengtian, men med Japans nederlag i 2. verdenskrig, skiftede byen navn tilbage til Shenyang. 
Det var sovjetiske styrker, der i august 1945 indtog Shenyang, men de blev snart afløst af nationalistiske kinesiske styrker fra Kuomintang. Under den kinesiske borgerkrig i de følgende år holdt Kuomintang byen trods stort kommunistisk pres. I oktober 1948 måtte Kuomintang dog give op, og kommunisterne indtog byen. Siden da har byens betydning som centrum for sværindustri været stor.

## Økonomi
Industrien har tidligere været af afgørende betydning for Shenyang, men denne er i de senere år faldende. Der er dog fortsat produktion af blandt andet værktøj, elektronik, biler og maskiner samt til rumfart og militær. I de senere år er også softwareudvikling blevet vigtig og har været med til at give nyt liv til en ellers stagnerende økonomi. 

## Demografi
Med sin befolkning på 7,2 millioner, heraf 4 millioner i selve byen, er Shenyang den største i det nordøstlige Kina og blandt de ti største i hele landet.
Den største befokningsgruppe i byen er hankinesere, der udgør over 91%. Af øvrige grupper findes blandt andet manchuer, koreanere og mongoler, en stor del i form af tilflyttere.

## Turisme
Centralt står Mukdenpaladset, der var kejserpalads, mens Qing-dynastiet brugte byen som hovedstad. Det stammer fra 1625 og opført som efterligning af Den Forbudte By i Beijing. Paladset er nu på UNESCO's Verdensarvsliste. Dette gælder også gravene for de to første Qing-kejsere. 
I 2006 blev der i byen afholdt en international havebrugsudstilling i byen, og til det formål blev der opført en park, der også er værd at besøge.

## Transport
Byen er et jernbaneknudepunkt i det nordøstlige Kina med forbindelse til blandt andet Beijing, Dalian, Changchun, Harbin og Fushun. Med højhastighedstog, der havde premiere i starten af 2007, er rejsetiden til Beijing på ca. fire timer. Alternativt til dette er der også motorveje til flere af de samme byer og en Motorringvej uden om Shenyang.
Byens lufthavn er Shenyang Taoxian International Airport, der udover nationale flyforbindelser har faste direkte ruter til blandt andet Seoul, Tokyo, Sydney, Frankfurt og Los Angeles.
Shenyangs lokale trafik omfatter blandt andet et bussystem med over 160 ruter. I 2005 indledte man bygningen af et længe planlagt metrosystem, og første linje ventes at stå færdig i 2010. Derudover er der et omfattende vejsystem med tre koncentriske ringveje samt en ekspresvej på tværs øst-vest gennem byen.

## Venskabsbyer
- Sapporo, Japan 1980
- Kawasaki, Japan 1981
- Torino, Italien 1985
- Chicago, USA 1985
- Irkutsk, Rusland 1992
- Quezon City, Filippinerne 1993
- Monterrey, Mexico 1993
- Seongnam, Sydkorea 1998
- Yaoundé, Cameroun 1998
- Katowice, Polen 2007